# Châteauguay—Saint-Constant
Pour les articles homonymes, voir Châteauguay (homonymie).
Châteauguay—Saint-Constant était une circonscription électorale fédérale au Québec (Canada).
La circonscription a été créée en 2003 lorsque la circonscription fédérale de Châteauguay modifia son nom pour Châteauguay—Saint-Constant. Abolie lors du redécoupage de 2012, elle fut redistribuée parmi Châteauguay—Lacolle et La Prairie.
La circonscription consistait de la MRC de Roussillon dans la couronne sud de la région métropolitaine de Montréal, à l'exception des villes de Candiac, La Prairie et Saint-Philippe.
Les circonscriptions limitrophes étaient Vaudreuil-Soulanges, Beauharnois-Salaberry, Brossard—La Prairie, LaSalle—Émard, Notre-Dame-de-Grâce—Lachine et Lac-Saint-Louis.
Elle possédait une population de 102 709 dont 82 326 électeurs sur une superficie de 315 km2. 

## Résultats électoraux
|       | Candidat           | Parti              | # de voix | % des voix |
|       | André Turcôt       | Conservateur       | +05 756,  | 10,27 %    |
|       | (x) Carole Freeman | Bloc québécois     | +14 957,  | 26,7 %     |
|       | Linda Schwey       | Libéral            | +05 069,  | 9,05 %     |
|       | Sylvain Chicoine   | NPD                | +29 156,  | 52,04 %    |
|       | Clara Kwan         | Vert               | +00923,   | 1,65 %     |
|       | Linda Sullivan     | Marxiste-léniniste | +00162,   | 0,29 %     |
| Total | Total              | Total              | 56 023    | 100 %      |

|       | Candidat             | Parti          | # de voix | % des voix |
|       | Pierre-Paul Routhier | Conservateur   | +09 827,  | 17,86 %    |
|       | (x) Carole Freeman   | Bloc québécois | +25 086,  | 45,58 %    |
|       | Linda Schwey         | Libéral        | +10 104,  | 18,36 %    |
|       | Sonia Jurado         | NPD            | +08 261,  | 15,01 %    |
|       | Brian Sarwer-Foner   | Vert           | +01 755,  | 3,19 %     |
| Total | Total                | Total          | 55 033    | 100 %      |

| Élection fédérale canadienne de 2006 | Élection fédérale canadienne de 2006 | Élection fédérale canadienne de 2006 | Élection fédérale canadienne de 2006 | Élection fédérale canadienne de 2004 | Élection fédérale canadienne de 2004 | Élection fédérale canadienne de 2004 | Élection fédérale canadienne de 2004 |
| Candidat                             | Candidat                             | Parti                                | # de voix                            | Candidat                             | Candidat                             | Parti                                | # de voix                            |
| ------------------------------------ | ------------------------------------ | ------------------------------------ | ------------------------------------ | ------------------------------------ | ------------------------------------ | ------------------------------------ | ------------------------------------ |
|                                      | Carole Freeman                       | Bloc québécois                       | 28 274                               |                                      | Denise Poirier-Rivard                | Bloc québécois                       | 29 337                               |
|                                      | Rosaire Turcot                       | Conservateur                         | 11 219                               |                                      | Robert Lanctôt                       | Libéral                              | 15 384                               |
|                                      | Charles Ghorayeb                     | Libéral                              | 10 295                               |                                      | Rosaire Turcot                       | Conservateur                         | 2 902                                |
|                                      | Eshan Mohammadian                    | NPD                                  | 2 865                                |                                      | Marc-André Gadoury                   | Vert                                 | 1 889                                |
|                                      | Alain Rioux                          | Vert                                 | 2 375                                |                                      | Mélanie Archambault                  | NPD                                  | 1 704                                |
| Total                                | Total                                | Total                                | 55 028                               | Total                                | Total                                | Total                                | 51 216                               |

## Historique
1. 2003-2004 — Robert Lanctôt, BQ (2000-2003) et PLC (2003-2004)
2. 2004-2006 — Denise Poirier-Rivard, BQ
3. 2006-2011 — Carole Freeman, BQ
4. 2011-2015 — Sylvain Chicoine, NPD

- BQ  = Bloc québécois
- PLC = Parti libéral du Canada